# Georges Carrier
Georges Raymond Carrier (ur. 4 września 1910 w Paryżu, zm. 5 maja 1993 w Saint-Thibault-des-Vignes) – francuski koszykarz, uczestnik Letnich Igrzysk Olimpijskich 1936.
Na igrzyskach w Berlinie reprezentował swój kraj w turnieju koszykówki. Wraz z kolegami zajął ex aequo 19. miejsce.